# North Granville
North Granville es un lugar designado por el censo ubicado en el condado de Washington en el estado estadounidense de Nueva York. En el Censo de 2020 tenía una población de 524 habitantes y una densidad poblacional de 194,07 habitantes por km². Fue incluido como CDP en el censo de 2020.

## Geografía
North Granville se encuentra ubicado en las coordenadas 43°27′01″N 73°20′29″O / 43.45028, -73.34139. Según la Oficina del Censo de los Estados Unidos,  tiene una superficie total de 2,70 km², todos correspondientes a tierra firme.